# Tilen Artač
Tilen Artač, slovenski violončelist, imitator, satirik in televizijski voditelj, * 1985, Ljubljana.

## Življenje
Artač je akademsko izobražen glasbenik. Junija 2007 je magistriral na zagrebški Akademiji za glasbo pri profesorju Valterju Dešpalju, glasbeno izobraževanje pa je nadaljeval na graški Akademiji za glasbo pri profesorju Rudolfu Leopoldu (violončelo) in Chiu Chouu (komorna glasba). Dosegel je kar nekaj uspehov na glasbenih tekmovanjih: kot solist je osvojil prvo nagrado na evropskem tekmovanju Alpe-Jadran v Gorici ter prvo nagrado in zlato plaketo na državnem tekmovanju. S triom Tempo giusto (v katerem sta bila poleg njega še violinistka Živa Ciglenečki in pianist Rok Palčič) pa je prejel prvo nagrado na državnem tekmovanju in prvo nagrado na evropskem tekmovanju v Majanu. Bil je tudi član ansambla Cellomania, ki ga je 1991 ustanovil njegov profesor iz Zagreba Valter Dešpalj. Leta 2013 je kot komorni glasbenik nastopil na osrednji državni proslavi ob slovenskem dnevu državnosti.
Leta 2004 sta se s prijateljem Juretom Godlerjem, s katerim sta bila sošolca na Srednji šoli za glasbo in balet v Ljubljani, v segmentu Minuta slave nedeljske oddaje Tistega lepega popoldneva predstavila z imitacijsko točko. Z njo sta napravila vtis na Saša Hribarja, ki ju je povabil v ekipo imitatorjev in ustvarjalcev Radia Ga Ga, pozneje pa še k sodelovanju pri televizijski oddaji HRI-bar, katere del je bil Artač do njene ukinitve leta 2010. V njej je razvil svoj najbolj prepoznaven lik – psihologinjo Ifigenijo. Od leta 2010 kot imitator in komik redno sodeluje v radijski oddaji Prizma optimizma.
Z Godlerjem sta moči ponovno združila v tandemu GodArt in pripravila predstavo GodArt − live – pred tem sta že na noge postavila predstavo The Professors –, ki je prepletala tako klasično kot pop glasbo (Artač je igral na violončelo, Godler pa na klavir), humor in čarovništvo. Septembra 2010 sta z njo nastopila v Comedy and Magic Clubu v Hermosa Beachu v Los Angelesu (sicer je bila na rednem sporedu v SiTi Teatru BTC, z njo pa sta gostovala tudi po celi Sloveniji), doma pa je bil odmeven njun ljubljanski nastop s stand up komikom, imitatorjem in igralcem Michaelom Winslowom, znanim po filmih Policijska akademija. Z Godlerjem sta skupaj vodila 3 oddaje na Televiziji Slovenija: Kdo si upa na večerjo? (ki sta jo vodila skupaj z Inti Šraj), Zaigraj še enkrat, sam in Poldnevnik. Bila sta tudi dva izmed voditeljev Viktorjev 2012.
Ukvarja se tudi s sinhronizacijo risank (Slonček Horton, Arthur in Božiček, Smrkci, Levji kralj, Avioni, Pošasti z univerze in Ledena doba 4), bil pa je tudi v dveh filmih: igranem Zmaga ali kako je Maks Bigec zasukal kolo zgodovine (2011) in animiranem Dobrodošli v Jebovlju (2014).
Leta 2012 je prejel Ježkovo nagrado. Spomladi 2016 je bil eden izmed tekmovalcev in končni zmagovalec 3. sezone Znan obraz ima svoj glas. Od 19. septembra 2020 vodi oddajo Kaj dogaja? na Radioteleviziji Slovenija.
Kot violončelist, je v času študija v Zagrebu, igral v duetu z Luko Šulićem.

## Oddaje
- Radio Ga Ga (2004−)
- HRI-bar (2004−2010)
- Prizma optimizma (2010−)
- Kdo si upa na večerjo? (2013)
- Zaigraj še enkrat, sam (2013)
- Poldnevnik (2014)
- Točno popoldne (2015)
- Bučke (2016−18)
- Na žaru (2017) – na roastu Jožeta Potrebuješa
- Kdo bi vedel (2017−18) – kapetan
- Znan obraz ima svoj glas (2017−19) − učitelj igre in tekmovalec
- Kaj dogaja? (2019−) − rubrika Mala terasa (glasbene parodije), od 2020 voditelj oddaje